# Studia Prawnicze
Studia Prawnicze (ang. The Legal Studies) – półrocznik prawniczy wydawany przez Instytut Nauk Prawnych Polskiej Akademii Nauk i ukazujący się od 1963 r.

## Profil merytoryczny
Na łamach “Studiów Prawniczych” w szerokim zakresie prezentowane są zagadnienia prawne związane z transformacją ustroju politycznego i ekonomicznego państwa (m.in. prawo spółek, prawo antymonopolowe, prawo własności przemysłowej i intelektualnej, prawo podpisu elektronicznego). Znaczna część publikacji poświęcona jest najbardziej fundamentalnym prawom jednostki. Ważnym wątkiem, który przewija się w prezentowanych studiach, są refleksje nad potrzebą przewartościowań w prawie i w nauce prawa pod wpływem prawa europejskiego, zwłaszcza prawa Unii Europejskiej. Ponadto w czasopiśmie publikowane są artykuły i eseje dotyczące rozwoju idei praw człowieka i szeroko rozumianej ochrony środowiska naturalnego.
Czasopismo znalazło się w prowadzonym przez Ministra Nauki i Szkolnictwa Wyższego zaktualizowanym wykazie czasopism naukowych i recenzowanych materiałów z konferencji międzynarodowych opublikowanym 1 grudnia 2021 r. (20 pkt).

## Historia
W 1960 r. ukazał się pierwszy numer "Zeszytów Prawniczych" będących poprzednikiem czasopisma. W latach 1961–1962 publikacja nie ukazywała się. Czasopismo pod nazwą "Studia Prawnicze" wydawane jest od 1963 r. Od 1974 r. do końca 2019 r. było kwartalnikiem. Od 2020 r. jest półrocznikiem. Jego redaktorami naczelnymi byli:
- 1968-1973: prof. Maurycy Jaroszyński
- 1973-1987: prof. Marian Rybicki
- 1988-1999: prof. Jan Skupiński
- 1999–2020: prof. Andrzej Bierć

Od 2020 redaktorem naczelnym jest dr hab. Monika Szwarc, prof. INP PAN.  